# 4326 McNally
4326 McNally је астероид главног астероидног појаса са средњом удаљеношћу од Сунца која износи 3,076 астрономских јединица (АЈ).
Апсолутна магнитуда астероида је 12,5.